# Liste der Kulturdenkmäler in Koblenz-Stolzenfels
In der Liste der Kulturdenkmäler in Koblenz-Stolzenfels sind alle Kulturdenkmäler im Stadtteil Koblenz-Stolzenfels der rheinland-pfälzischen Stadt Koblenz aufgeführt. Grundlage ist die Denkmalliste des Landes Rheinland-Pfalz (Stand: 28. Juni 2023).
Die Kulturdenkmäler sind Teil des seit 2002 bestehenden UNESCO-Welterbes Oberes Mittelrheintal.

## Denkmalzonen
| Bezeichnung                     | Lage               | Baujahr | Beschreibung | Bild                           |
| ------------------------------- | ------------------ | ------- | --- | ------------------------------ |
| Denkmalzone Schloss Stolzenfels | Schlossweg 11 Lage | ab 1835 | bestehend aus dem Schloss Stolzenfels (Schlossweg 11) mit Gärten, der Klause (Schlossweg 10) und dem umgebenden Landschaftspark, der Schlossberg, Gründgesbachtal und Dreisäckerberg umfasst: - Schloss Stolzenfels: 1689 zerstörte mittelalterliche Hangburg, Ausbau seit 1835, Architekt Karl Friedrich Schinkel, seit 1841 Friedrich August Stüler; Bergfried, Schildmauer, Wohnbauten im Norden, Torturm mit Treppenturm, dreigeschossiger Wohnturm, Zwinger, rückwärtige Wohntrakte, Kapelle und Torbau 19. Jahrhundert, Treppendurchgangshalle zum Pergolagarten, „Adjutanten-Turm“; neugotische Kapelle, 1845 vollendet; äußerer Torbau mit Kastellanshaus - Klause: Vorderes und Hinteres Klausengebäude, Dienerwohnung mit Stallungen und Remise, bezeichnet 1843, Architekten Naumann und Schnitzler - Landschaftspark von Peter Joseph Lenné, u. a. mit Viadukt, Architekt Friedrich August Stüler, Berlin | weitere Bilder Fotos hochladen |

## Einzeldenkmäler
| Bezeichnung                       | Lage                                                            | Baujahr   | Beschreibung | Bild                           |
| --------------------------------- | --------------------------------------------------------------- | --------- | --- | ------------------------------ |
| Wappentafeln                      | Brunnenstraße, an Nr. 23 Lage                                   | 1685      | zwei hölzerne, farbig gefasste Wappentafeln, bezeichnet 1685 | Fotos hochladen                |
| Schulhaus                         | Rhenser Straße 36 Lage                                          | 1832      | vierachsiger basaltlavagegliederter Bruchsteinbau, 1832, Architekt Johann Claudius von Lassaulx | Fotos hochladen                |
| Schulhaus                         | Rhenser Straße 54 Lage                                          | 1910      | asymmetrischer Bau mit ein- und zweigeschossigen Bauteilen in barockisierendem Heimatstil, bezeichnet 1910 | Fotos hochladen                |
| Katholische Pfarrkirche St. Menas | Waldweg Lage                                                    | 1831–1833 | Saalbau, 1831–33, Architekt Johann Claudius von Lassaulx, Koblenz; in der Stützmauer des Friedhofs Fragment eines Grabdenkmals, bezeichnet 1818; aufwändiges gusseisernes Kreuz, Sayner Hütte; Grabmal Joseph Gieres († 1929), klassizistische Lahnmarmor-Grabstele | weitere Bilder Fotos hochladen |
| Myriameterstein XLII              | am Rheinufer auf Höhe der ehemaligen Königsbacher Brauerei Lage | 1864      | Myriameterstein XLII, kubischer Sandsteinblock mit pyramidenförmigem Abschluss, aufgestellt im Rahmen der 1864 angeordneten Rheinvermessung | weitere Bilder Fotos hochladen |
| Basaltkreuz                       | westlich des Ortes am Waldweg Lage                              | 1668      | an der Friedhofskapelle kleines Basaltkreuz, Korpus im Halbrelief, bezeichnet 1668 | BW                             |